# Коробко, Михаил Филиппович
Михаил Филиппович Коробко (16(29) октября 1915, Москва — 15 января 1965) — советский футболист, тренер.
Воспитанник юношеской команды АМО. В 1933—1935 года — в команде ЗиС. В чемпионате 1938 года провёл четыре матча за «Торпедо». В 1939 году провёл 11 (по другим данным — 13) матчей за «Металлург» Москва, в 1940 году — три матча. В 1941 году сыграл три аннулированных матча за «Динамо» Минск. В годы Великой Отечественной войны был в составе команды военной части т. Иванова (1942) и «Динамо II» Москва (1943—1944). В 1945—1949 годах выступал в чемпионате СССР за «Динамо» Минск.
Был старшим тренером команд «Памир» Ленинабад (1958—1959), «Темп»/«Динамо» Махачкала (1959—1962), «Зенит» Ижевск (1964).